# 愛德華·艾力克
愛德華·艾力克（Edward Elric）是《鋼之鍊金術師》的第一男主角。

## 概要

### 在漫画和电视动画第二作中的登场
簡稱「愛德」，從母姓艾力克，出場時15歲。特徵是綁著麻花辮的金髮和金色眼瞳，總身高165公分（加上頭頂翹起的毛髮、靴子鞋底後的高度），對在同年齡間算是矮小的身高非常在意。為了尋找賢者之石與弟弟阿爾馮斯·艾力克（阿爾）一起旅行。遺傳父親年輕時的個性，性格有很衝動的一面，尤其是聽到「小豆丁」、「矮子」等字眼時更容易暴走。害怕打針。擁有天才頭腦，但比起思考更愛直接行動解決事情。官方小說中提及愛德的記憶能力驚人，能在一天內記住書店內所有書籍的位置；而看書時的專注力會讓他無視身旁一切。
出生於利塞布尔，五歲時母親不幸病逝，為了能再看見母親的微笑，與弟弟著力研究人體鍊成。後因一次洪水遇上了泉·卡迪斯並拜其為師；兄弟二人於荒島上領悟「一為全，全為一」的真諦。11歲時與阿爾想鍊成母親但失敗；在等價交換下，愛德失去左腳、弟弟失去整個身體。為保住弟弟，愛德用右手換回弟弟的靈魂，並將弟弟的靈魂附著於盔甲上（因為想踏步前向未來，所以被真理帶走踏前的左腳；因為想至親復活，所以唯一的弟弟被帶走；因為想抓著弟弟的靈魂，所以被真理帶走畫血印的右手）。及後寄住在青梅竹馬兼機械鎧技師溫莉·洛克貝爾家裡，失去的肢體被機械鎧替代。為找尋賢者之石的秘密及獲得相關資料，於12歲成功考取資格，成為歷史上最年輕的國家鍊金術師，被賜與「鋼」的稱號。
不喜歡喝牛奶，但卻非常喜歡喝含有牛奶的燉蔬菜湯。打鬥時會將右手的機械鎧鍊成帶有刀刃的形式，或是直接鍊成出一把帶著飛龍造型的長槍。藝術品味方面常為人詬病，有著將鍊成物加上牙和角裝飾，或者兇惡怪獸造型的獨特嗜好，曾被阿爾說是「太多餘的東西」。身上的銀懷錶是國家鍊金術師的證明，但是被他以鍊金術封住，蓋子內刻有「Don't forget 3 OCT 11」，也就是自己取得資格後燒毀住處離開家鄉的日期，以不忘當時的決心，在愛力克兄弟和溫莉到拉修山谷郊外多明尼克家裡時，被溫莉撬開看到。
性格火爆、熱血、俠義、倔強、善良；但卻能為了恢復身體，捨棄尊嚴投靠軍方當走狗。成為國家鍊金術師後在利奧爾看見教主手上的石頭，得知賢者之石確實存在，及後揭穿修·塔卡的真面目而心情低落。接著和阿爾被傷疤人追殺，二人合作下依然慘敗。在回利正布爾修理途中巧遇提姆·馬可，在其提示下及謝西嘉等人幫助下追查到第五研究所，並在那裡初遇人造人。再次戰敗後往南方尋找師傅，坦承自己嘗試人體鍊成失敗並見過真理的事，之後兄弟二人被逐出師門，代之以卡迪斯夫婦朋友的身份住在他們家裡。
之後艾力克兄弟被古利德盯上，為了拯救被綁架的阿爾，愛德與古利德苦戰一輪因為金格·布拉德雷的介入而作罷。維修機械鎧時遇上新國王子姚麟一行人，被纏著一起回中央。在瑪麗亞·羅斯被誣諂事件後被安排往克塞爾克爾斯遺跡，跟馬斯坦古上校方、新國、羅斯交換情報後，從伊修瓦爾人口中得知溫蒂父母被殺真相。後來短暫回到家鄉並重遇父親霍恩海姆，經其暗示下發現當初兄弟二人鍊出來的根本不是母親。雖然因為不能鍊成人而落寞，但亦推測阿爾的身體並未被用在鍊成，依然在真理那裡；自己則因為人體鍊成時和阿爾混合血液，靈魂和弟弟連繫，要支撐他的肉身而無法長高。
為了引人造人出來調查更多資料，愛德引傷疤人來追殺他。在對戰時，暴露了傷疤人是殺害溫莉雙親的兇手。與莉莎和姚麟合力抓到庫拉多尼；但之後卻被他逃脫，與恩維和姚麟一起被他吃進肚子裡，藉著恩維了解到克塞爾克爾斯的滅亡和連串戰亂的端倪後，在裡面打開真理之門並見到阿爾的身體。一出來卻發現身在「父親大人」前面，一輪混戰後逃出，跟已知是人造人的總統周旋後，從莉莎得知了伊修瓦爾之戰的更多細節。
之後為尋找張梅了解鍊丹術的奧祕而北上，遇上阿姆斯壯少校之姊奧莉薇·米拉·阿姆斯壯少將，並於北部邊境大戰斯洛烏斯，之後推斷出國土鍊成陣的真相。中央介入北方事務後，跟金普利惡戰受重傷；之後在合成獸海因凱爾和塔利烏斯的幫助下養傷並遇上古利德（姚麟），再次回到家鄉與溫莉匯合。此時阿爾被捉，愛德跟普萊德、庫拉多尼苦戰後，總算來到約定之日。跟大伙攻入中央後，與一堆不死士兵大戰，後來幫忙勸止馬斯坦古殺死垂死的恩維。在遇上金牙博士後，被轉送到父親大人所在成為人柱，見証他發動國土鍊成陣。
但隨著霍恩海姆和傷疤人的鍊成陣先後出爐，愛德先解決了普萊德，並在所有人的協助下跟「燒瓶裡的小人」（父親大人）大戰。起初被打掉機械臂並幾乎被殺，但因阿爾以自己靈魂向真理換回愛德右臂，得以重新使用鍊金術，使「燒瓶裡的小人」耗盡所有力量並被真理抓回。最後以自己的真理之門及鍊金術為代價換回阿爾，兩兄弟休養一段日子後實踐承諾，一起回家見溫莉。
結局裡，愛德在利賽布爾待了兩年後決定西行去學習新的知識，臨走前跟溫莉表白。後來一幅照片裡顯示跟溫莉已結婚，並育有一子一女。
漫畫正篇裡沒有跟羅伊·馬斯坦古的對戰片段，但漫畫附錄裡則曾經有過，該場對戰以愛德華完敗告終。

### 在电视动画第一作及其衍生作品中的登场
动画第一作在兄弟二人進入第五研究所（第21話）前的情節大致同原作，但細節設定有所不同：
- 仍討厭牛奶但愛吃加入牛奶的燉牛肉。母親過世時十歲。與艾爾進行人體鍊成失敗時，遇上收到愛德信件來訪的馬斯丹中校，並提議二人參加國家鍊金術師資格考試。燒毀老家後與艾爾一同前往中央，途中阻止馬茲哈爾固定少女靈魂在人偶的計劃，又在火車上協助修茲打敗「青之團」，救援哈古洛准將有功而破格獲准報考。
- 兄弟為了備試跟馬斯丹去見修·塔卡一家，並與妮娜見證休斯女兒出生，過程中發現自己可以不畫陣鍊成[註⁠ 1]。考取資格後在銀懷錶中刻上「Don't forget 3 OCT 10」；之後經歷妮娜之死及巴利屠夫事件。
- 在尤斯威爾執行任務後（12歲，第9話），三年內為調查賢者之石先後到過利奧爾（15歲，第1-2話）、水之都－阿庫羅亞（第10話）與傑諾塔姆（第11-12話）等地[註⁠ 2]，最終在傑諾塔姆打聽到馬爾哥用賢者之石治病的事蹟。
- 到東都覆命後與馬斯丹對戰通過年度審核。兄弟二人尋訪馬可醫生時被斯卡追殺，但馬可用賢者之石阻止斯卡發動手臂鍊成陣而存活，並告訴二人伊修巴爾內亂的經過。回去利正布爾找雲尼和皮納高修理機械鎧時，銀懷錶被温莉撬開看到刻字。
- 在第五研究所打敗48號後，被人造人與修·塔卡脅持艾爾迫他鍊成賢者之石，在斯卡出手製造混亂時，誤觸紅水失控，最後大總統率部救出兄弟二人。之後憑羅斯的消息追尋出走的艾爾，二人誤會冰釋後與斯卡合力打敗僱傭兵和66號。之後兄弟開始與雲尼踏上旅程。
- 在拉修山谷改為雲尼安排帕尼娜與愛德進行機械鎧較量。之後卡迪斯夫婦把兄弟二人綁回達布里斯，並送他們到拜師時修行的約克島上（第28話）。

動畫在第28話兄弟二人遇到人造人拉斯後，情節開始完全進入原創：
- 拉斯隨兄弟回伊茲米家但不久出走，愛德為追尋拉斯輾轉到達南方司令部，與亞伽、合成獸、安比（化身大總統）及伊茲米等人混戰。兄弟二人之後追尋師傅和拉斯回到島上，與拉斯戰鬥互相爭奪軀體但被師傅阻止。
- 被逐出師門後，與艾爾為伊茲米到但丁居所取藥，因格利特率眾前來擄去艾爾，隨軍方追踪至「惡魔之巢」，與伊茲米一同對戰格利特。最後追逐格利特至但丁居所，在但丁設計下殺死他，但獲他臨終前告知人造人的弱點（遺骸）。
- 兄弟與雲尼繼續旅程，目睹麗比雅等村民死於化石病。二人從火車救出貧民窟少年後到奇修亞外貧民窟，向斯卡之兄的師傅打聽斯卡下落，之後與雲尼分開。
- 兄弟在東南部小鎮重遇合成獸馬蒂，為調查賢者之石到伊修巴爾廢墟，被馬斯丹召集。答應亞伽潛入利奧爾後重遇斯卡、萊拉（但丁）與羅賽。在護送居民沿地下道離開時遭茱麗葉·道格拉斯（斯洛烏斯）與拉斯夾擊，最後成功保護羅賽母子逃走。逃出利奧爾後勸阻亞伽攻城失敗，只在消失的城鎮中找到被鍊成賢者之石的艾爾。
- 之後兄弟叛出軍隊被通緝，回利正布爾遇到馬斯丹率部下捉拿，打鬥過後告訴對方大總統和秘書官的真正身份。在馬斯丹等掩護下，掘出母親遺骸，與艾爾前往南部。在艾爾被修·塔卡誘去當晚遇到拉斯和拉斯多突襲，結果拉斯多反叛幫助愛德，並趕往兵工廠成功打倒斯烏洛斯，在快要被拉斯殺死時伊茲米出現阻止。
- 之後與伊茲米闖入中央司令部找尋大總統不果，只得在羅斯和伊茲米掩護下，與托林卡姆兄弟撤退。最終憑著納修·托林卡姆的日記找到但丁的地下都市，卻像父親賀恩漢一樣被但丁趕到「門」的另一邊（一戰時的倫敦）。與父親一同躲避空襲時，被告知鍊金術世界與現實世界的連繫，而自己只是靈魂和精神暫附在平行世界的「愛德華」身體中。在目送父親離去時被墜毀的齊柏林飛船擊中，於是取回原本肉體並回到鍊金術世界。
- 回到地下基地看到桂杜尼吃掉艾爾，欲出手阻止反被恩維所殺，靈魂徘徊在「門」前。艾爾以自身賢者之石為代價發動鍊成，復活愛德全身肉體和靈魂；愛德再以自己精神和肉體，以及過去四年的經歷為代價，換回十歲的艾爾，靈魂則到達「門」另一邊的世界，與父親在1921年一同到慕尼黑生活，原本得回的右臂和左腿再度失去，而繼續使用機械鎧。
- 最後前往羅馬尼亞拜訪液態燃料火箭的研究者赫尔曼·奥伯特，希望回到鍊金術世界見艾爾。

在劇場版中的主要情節如下：
- 在羅馬尼亞找到奥伯特的學生艾爾凡斯·海德利希後一同回到德國。在一次跟隨電影導演弗里茨·朗到古堡取材時遭到巨獸形態的安比襲擊，此時豪斯霍弗爾教授出現捉走安比。為了調查而潛入教授別墅內「杜利協會」基地，無意中發動鍊成陣召回傳送往鍊金術世界的鎧甲大軍，從而使「杜利協會」證實「森巴拉」的存在。
- 與靈魂短暫轉移至鎧甲的艾爾對話後，得知之前鍊成艾爾成功，為保護艾爾決心阻止「杜利協會」高層迪蓮蒂·奕卡特入侵鍊金術世界的計劃。在11月8日希特勒發動啤酒館政變當晚被弗里茨·朗救出酒館。到達協會基地後，賀恩漢犧牲自己打開「門」讓愛德回去，而艾爾凡斯·海德利希亦犧牲自己幫助愛德乘坐火箭衝過「門」。
- 回到亞美斯多利斯中央市地下都市後與艾爾和雲尼重逢，在雲尼為他換裝機械鎧後打敗奕卡特部下的火箭大軍。眼見奕卡特大軍把中央市打成一片廢墟，為了補救與艾爾一同衝入奕卡特旗艦把她打敗。為了破壞現實世界一邊的「門」，愛德只得與現實世界的人物一同離開。
- 在慕尼黑的基地發現艾爾跟著到來，兄弟二人合力破壞了「門」。在出席艾爾凡斯·海德利希葬禮後，二人再次踏上旅程，以尋回從鍊金術世界運送過來的鈾炸彈。